# Boiarka
Boiarka (tiếng Ukraina: Боярка) là một thành phố của Ukraina. Thành phố này thuộc tỉnh Kiev. Thành phố này có diện tích ? km2, dân số theo điều tra dân số năm 2001 là 35968 người.